# Zongo (Kongo)
Zongo ist eine Stadt in der Provinz Sud-Ubangi im Nordwesten der Demokratischen Republik Kongo mit 28.105 Einwohnern (Stand 2004). Sie liegt am Südufer des Ubangi gegenüber von Bangui, der Hauptstadt der Zentralafrikanischen Republik. Zongo ist durch eine Fähre mit Bangui verbunden, hat jedoch als Verkehrsknotenpunkt an Bedeutung verloren, da sich ein großer Teil der Verkehrsströme in den späten 1980ern weiter nach Osten verlagerte.
Seit dem Sturz Mobutus wurde Zongo durch die Mouvement de Libération du Congo beherrscht. 2001 erlebte die Stadt einen Zustrom von Flüchtlingen aus der Zentralafrikanischen Republik. 2002 fand in Bangui ein Putschversuch statt, für den laut der zentralafrikanischen Regierung ehemalige Soldaten, die sich unter diesen Flüchtlingen befanden, verantwortlich waren.
Nach dem Sturz von François Bozizé, des Präsidenten der Zentralafrikanischen Republik, im März 2013, flüchteten seine Frau und Kinder, darunter sein ältester Sohn Francis, der Verteidigungsminister war, über Zongo aus der Zentralafrikanischen Republik.

## Persönlichkeiten
- Camille Lembi Zaneli (1950–2011), römisch-katholischer Bischof von Isangi